# Marcello Bazzana
Marcello Bazzana (Temù, 4 luglio 1953 – Edolo, 17 gennaio 2011) è stato un saltatore con gli sci italiano.

## Biografia
Nato a Temù, in provincia di Brescia, nel 1953, a 22 anni prese parte ai Giochi olimpici di Innsbruck 1976, sia nel trampolino normale che in quello largo, terminando 38º con 205,8 punti nella prima gara e 51º con 138,0 nella seconda.
Ai campionati italiani di salto con gli sci vinse 1 oro nel trampolino normale, mentre a quelli di combinata nordica 1 argento nell'individuale.
Morì nel gennaio 2011, a 57 anni.